# Eugenio Alabiso

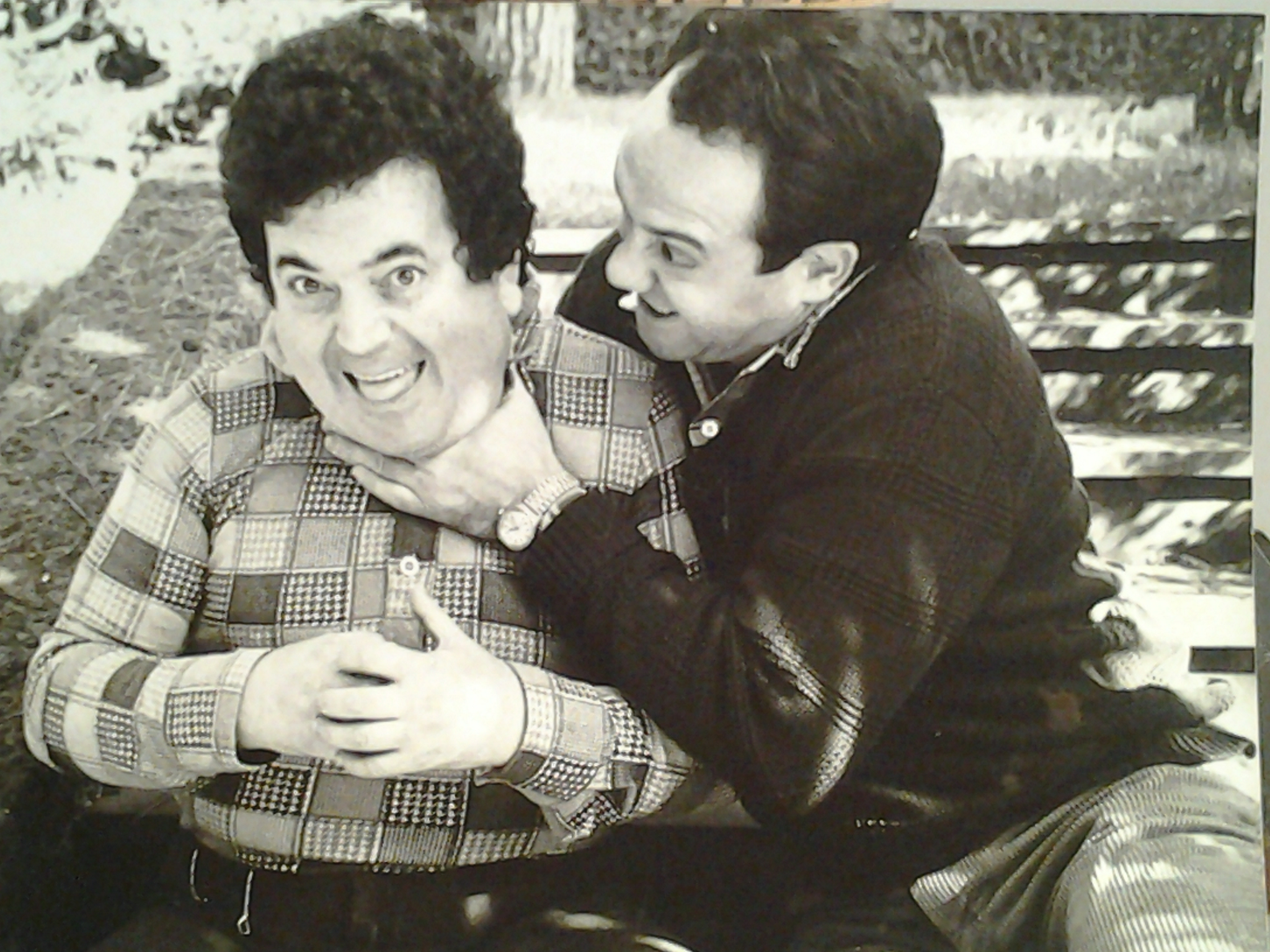
Eugenio Alabiso (links) mit Carlo Verdone

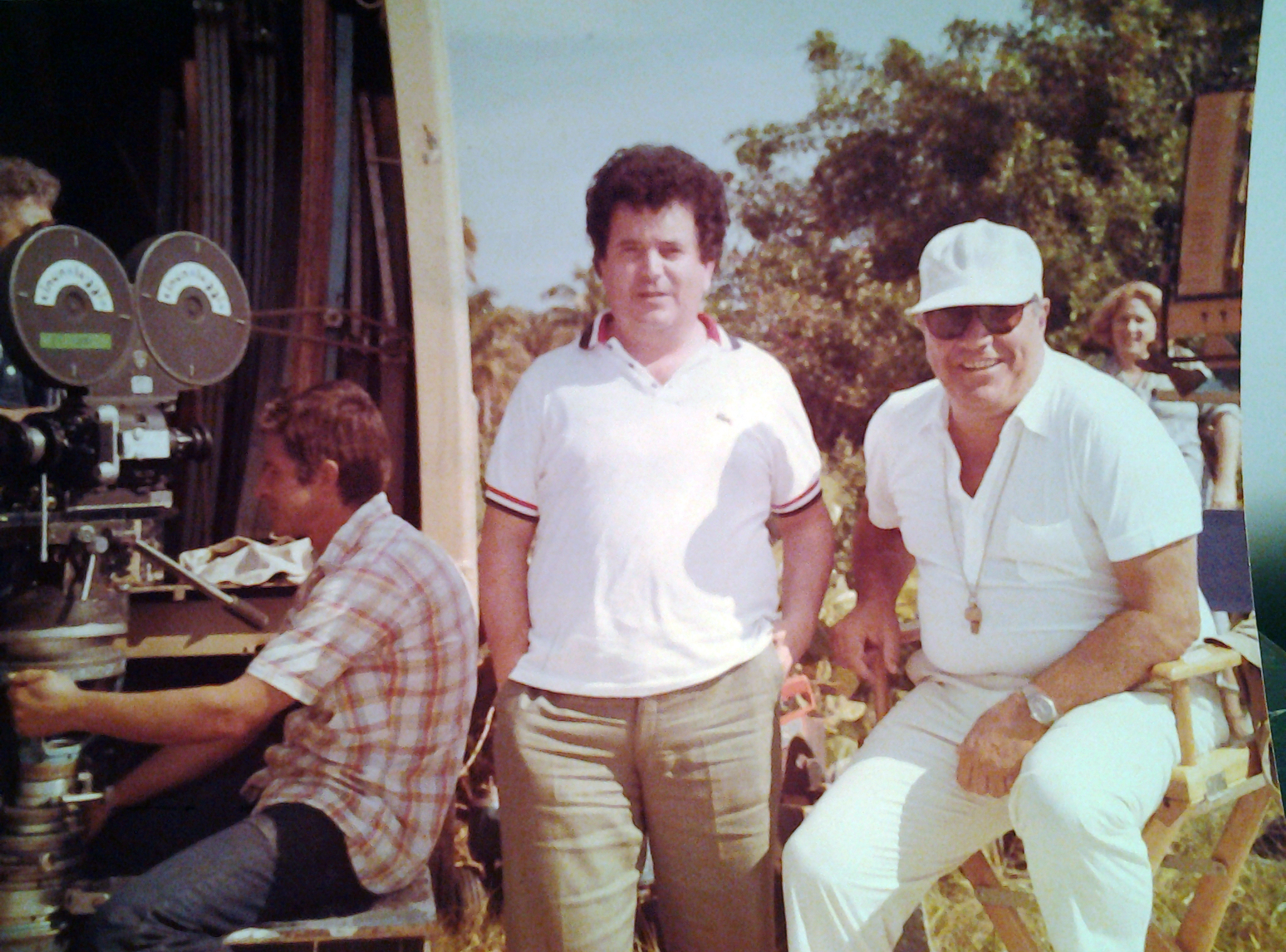
Eugenio Alabiso (Mitte) mit Sergio Corbucci

Eugenio Alabiso (* 30. Juli 1937 in Rom) ist ein italienischer Filmeditor.

## Leben
Alabiso begann im Jahr 1962 mit dem Filmschnitt und war bisher an über 160 Filmen beteiligt. Auch im Jahr 2008 war er noch aktiv. Im Verlauf seiner langen Karriere arbeitete er unter anderem mit Regiegrößen wie Sergio Leone und Sergio Corbucci an zahlreichen Klassikern des Italowesterns.
Im April 2005 erhielt Alabiso beim Busto Arsizio Film Festival für den Film Taxi Lovers (Regie: Luigi Di Fiore) den Preis für den besten Schnitt.

## Filmografie (Auswahl)
- 1965: Für ein paar Dollar mehr (Per qualche dollaro in più)
- 1965: Das Geheimnis der drei Dschunken
- 1966: Zwei glorreiche Halunken (Il buono, il brutto, il cattivo)
- 1967: Warteliste zur Hölle (Anonima de asesinos)
- 1967: Der Colt aus Gringo’s Hand (Un hombre y un colt)
- 1967: Django – der Bastard (Per 100.000 dollari t'ammazzo)
- 1967: Djurado
- 1967: Fünf gegen Casablanca (I cinque temerari contro Casablanca)
- 1967: Von Angesicht zu Angesicht (Faccia a faccia)
- 1968: Copper Face (Tutto per tutto)
- 1968: Django – ich will ihn tot (Lo voglio morto)
- 1968: Django – Melodie in Blei (Uno di più all'inferno)
- 1968: Django und die Bande der Gehenkten (Preparati la bara!)
- 1968: Die gefürchteten Zwei (Il mercenario)
- 1968: Lady Hamilton – Zwischen Schmach und Liebe
- 1969: Königstiger vor El Alamein (La battaglia di El Alamein)
- 1969: Seine Kugeln pfeifen das Todeslied (Il pistolero dell'Ave Maria)
- 1970: Django – Die Nacht der langen Messer (Ciakmull)
- 1970: Laßt uns töten, Companeros (Vamos a matar, compañeros)
- 1970: Rancheros (La diligencia de los condenados)
- 1972: Bete, Amigo! (Che c'entriamo noi con la rivoluzione?)
- 1972: Das Geheimnis der blutigen Lilie (Perché quelle strane gocce di sangue sul corpo di Jennifer?)
- 1972: Mondo Cannibale (Il paese del sesso selvaggio)
- 1972: Das Rätsel des silbernen Halbmonds (Sette orchidee macchiate di rosso)
- 1972: Die rote Sonne der Rache (La banda J.S.: cronaca criminale del Far West)
- 1972: Verflucht, verdammt und Halleluja (E poi lo chiamarono il magnifico)
- 1973: Auch die Engel essen Bohnen (Anche gli angeli mangiano fagioli)
- 1973: Die Säge des Teufels (I corpi presentano tracce di violenza carnale)
- 1974: Auch die Engel mögen’s heiß (Anche gli angeli tirano di destro)
- 1974: Der Berserker (Milano odia: la polizia non può sparare)
- 1974: Dicke Luft in Sacramento (Di Tresette ce n'è uno, tutti gli altri son nessuno)
- 1974: Fäuste wie Dynamit (Dallas)
- 1975: Africa Express
- 1975: Stetson – Drei Halunken erster Klasse (Il bianco, il giallo, il nero)
- 1976: Bluff (Bluff storia di truffe e di imbroglioni)
- 1976: Safari Express
- 1976: Das Schlitzohr und der Bulle (Il trucido e lo sbirro)
- 1976: Zwei außer Rand und Band (I due superpiedi quasi piatti)
- 1977: Die Gewalt bin ich (Il cinico, l'infame, il violento)
- 1977: Gewalt über der Stadt (Torino violenta)
- 1977: Mannaja – Das Beil des Todes (Mannaja)
- 1978: Die große Offensive (Il grande attacco)
- 1978: Die weiße Göttin der Kannibalen (La montagna del dio cannibale)
- 1978: Zwei sind nicht zu bremsen (Pari e dispari)
- 1979: Der Große mit seinem außerirdischen Kleinen (Uno Sceriffo extraterrestre… poco extra e molto terrestre)
- 1979: Die heilige Bestie der Kumas (Il fiume del grande caimano)
- 1980: Buddy haut den Lukas (Chissà perché… capitano tutte a me)
- 1980: Helm auf – Hose runter (La dottoressa ci sta col colonnello)
- 1980: Lebendig gefressen (Mangiati vivi!)
- 1980: Der Supercop (Poliziotto superpiù)
- 1981: Zwei Asse trumpfen auf (Chi trova un amico, trova un tesoro)
- 1982: Der Bomber (Bomber)
- 1983: Er – Stärker als Feuer und Eisen (La guerra del ferro – Ironmaster)
- 1983: Thunder
- 1987: Die Barbaren (The Barbarians)
- 1987: Renegade
- 1991: Lucky Luke
- 1991: Wenn man vom Teufel spricht (Un piede in paradiso)
- 1994: Die Troublemaker (Botte di Natale)